# Complexo sinaptonémico

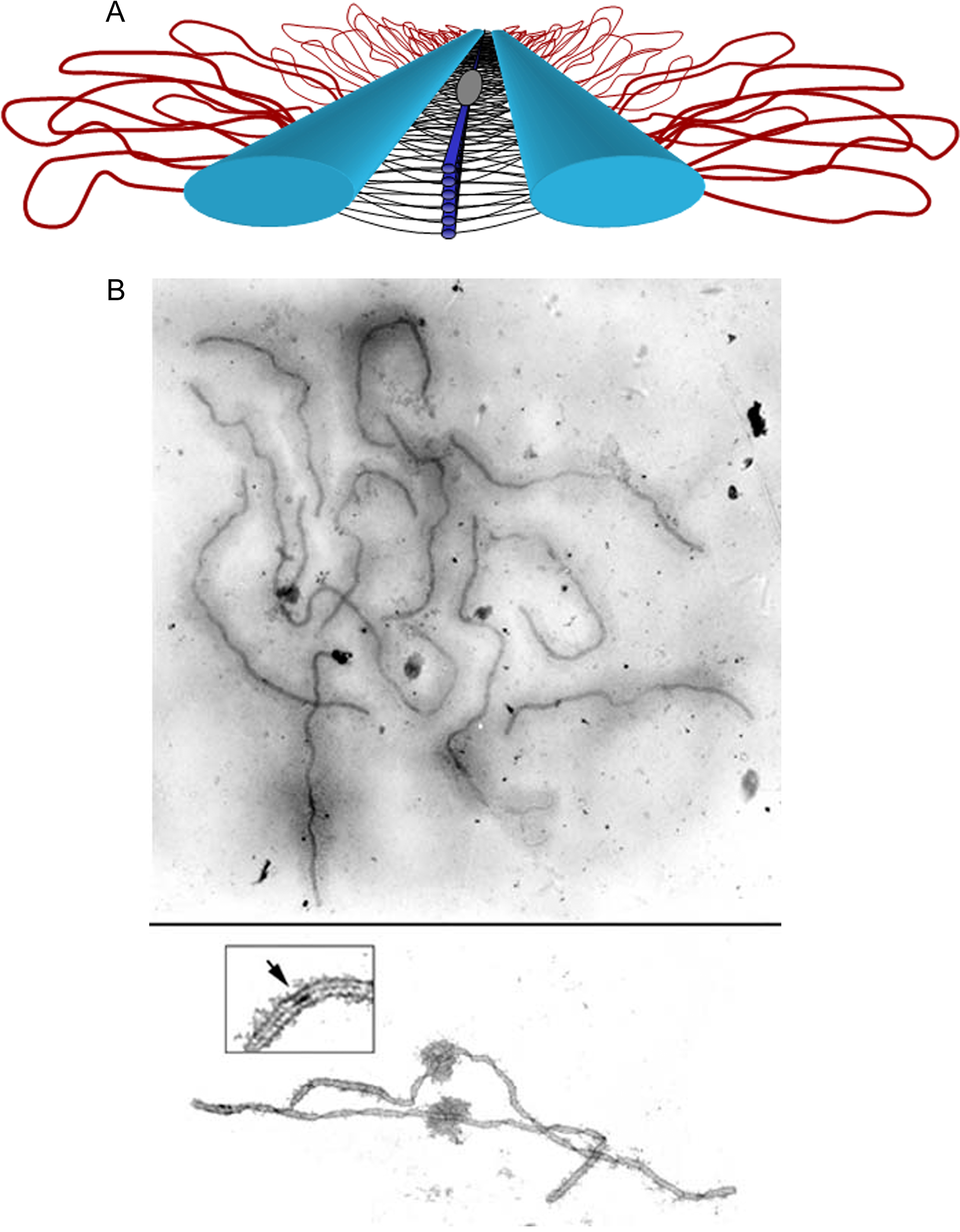
A Cromossomas homólogos (azul claro) alinham-se e passam juntos por sinapse via filamentos transversais (linhas pretas) e filamentos longitudinais (azul escuro). Nódulos de recombinação (elipsoides cinzentos) na reguão central podem ajudar a completar a recombinação. Cromatina (loops vermelhos) está atada a seu cromossoma correspondente, a estender-se de ambas as cromátides irmãs. B Topo: Conjunto de CSs de tomate. "Invólucros" de chromatin visiveis ao redor de cada CS. Fundo: Dois CSs de tomate com a cromatina removida, permitindo cinetocoros (estruturas "como bolas") nos contrômeros a serem revelados

O complexo sinaptonémico (CS, ou em inglês SC) é uma estrutura de proteína que se forma entre cromossomas homólogos (dois pares de cromátides irmãs) durante meiose e se pensa que media emparelhamento de cromossoma, sinapse e recombinação. É agora evidente que o complexo sinaptonémico não é obrigatório para recombinação genética em alguns organismos. Por exemplo, em ciliados protozoários como Tetrahymena thermophila e Paramecium tetraurelia crossover genético não se parece requerer formação de complexo sinaptonémico.
Formação do CS comumente reflete o emparelhamento ou "sinapse" de cromossomas homólogos e pode ser usado para provar a presença de anormalidades de emparelhamento em indivíduos que carregam anormalidades cromossómicas, ou em número ou na estrutura cromossómica.
Os cromossomas sexuais em mamíferos machos mostram somente "sinapse parcial" visto que comumente formam somente um CS curto no par XY.
O CS exibe variabilidade estrutural muito pequena entre organismos eucarióticos apesar de algumas diferenças proteicas significantes.
Em muitos organismos o CS carrega um ou vários "nódulos de recombinação" associados a seu espaço central. É pensado que estes nódulos correspondem a eventos de recombinação genética maduros ou "crossovers".
Em ratos machos, irradiação gama aumenta crossovers meióticos em CSs.  Isto indica que danos em ADN causados for forma exogénea são provavelmente reparados por recombinação de crossover em CSs.  A descoberta de uma interação entre um componente estrutural de CS, synaptonemal central element protein 2 (SYCE2), e proteína RAD51 de reparo de recombinação também sugere um papel do CS em reparo de ADN.
Em desenvolvimento celular o complexo sinaptonémico desaparece durante o fim da prófase da meiose I.